# Psychotria chiriquiensis
Psychotria chiriquiensis là một loài thực vật có hoa trong họ Thiến thảo. Loài này được (Standl.) C.M.Taylor miêu tả khoa học đầu tiên năm 1933.